# 西垣晴次
西垣 晴次（にしがき せいじ、1929年2月24日 - 2013年1月6日）は、日本の歴史学者。位階は従四位。
文学博士（東京教育大学・1977年）。群馬大学名誉教授。日本学術会議会員。

## 経歴
東京生まれ。1952年東京文理科大学史学科卒業。
1973年群馬大学講師、以後、助教授、教授となり、1993年定年により退官となり、名誉教授。同年から1999年まで目白大学教授。
1988年日本学術会議会員。1977年に「中世社会の展開と神社の研究」で東京教育大学より文学博士の学位を取得。従四位。
専攻は日本宗教史。地方史運動にも活躍したほか、1980年には日本学術会議会員として、「文書館法の制定について（勧告）」の成立に寄与した。

## 著書
- 『ええじゃないか 民衆運動の系譜』新人物往来社 1973
  - 『ええじゃないか　民衆運動の系譜』講談社学術文庫 2021
- 『神々と民衆運動』毎日新聞社 1977　江戸シリーズ
- 『地方史入門』新人物往来社 1977
- 『お伊勢まいり』岩波新書黄版 1983

## 共編著
- 『三重県の歴史』松島博共著　山川出版社 1974　県史シリーズ
- 『民俗資料調査整理の実務』編　柏書房 1975　地方史マニュアル
- 『図説日本の歴史 10　図説群馬県の歴史』責任編集 河出書房新社 1989
- 『神道大系 神社編 25　上野・下野国』小林一成共校注 神道大系編纂会 1992
- 『群馬県の歴史』山本隆志、丑木幸男共編　山川出版社 1997、新版2013　県史シリーズ
- 『日本文化史ハンドブック』阿部猛共編　東京堂出版 2002
- 『明治初期宗教資料 明治元年～明治一七年』校訂 鹿沼市史編さん委員会編　鹿沼市「同・史叢書」 2004

## 記念論集
- 『宗教史・地方史論纂 西垣晴次先生退官記念』西垣晴次先生退官記念宗教史・地方史論纂編集委員会編　刀水書房　1994